# Weyerhof (Marienheide)
Weyerhof ist ein Ort der Gemeinde Marienheide im Oberbergischen Kreis in Nordrhein-Westfalen.

## Lage und Beschreibung
Weyerhof liegt im Süden von Marienheide im Tal der Leppe. Nachbarorte sind Dommermühle, Niederkotthausen, Hambuch und Kotthausen.

## Geschichte
Seit der Preußischen Uraufnahme des Jahres 1840 ist der Ort unter der Bezeichnung „Weyerhof“ auf topografischen Karten verzeichnet.

## Busverbindungen
Über die im Nachbarort Kotthausen befindliche Haltestelle „Turnhalle“ der Linie 336 (VRS/OVAG) ist Weyerhof an den öffentlichen Personennahverkehr angebunden.